# Chris Babb
Chris Babb, né le 14 février 1990 à Topeka, Kansas est un joueur américain de basket-ball évoluant au poste d'arrière pour le BCM Gravelines-Dunkerque en première division française.

## Biographie
Alors qu'il n'est pas drafté en 2013, il participe à la NBA Summer League 2013 avec les Suns de Phoenix. Le 30 septembre 2013, il signe avec les Celtics de Boston. Cependant, il est coupé par les Celtics le 26 octobre 2013. Le 31 octobre, il est sélectionné par les Red Claws du Maine comme un joueur affilié aux Celtics.
Le 28 février 2014, Babb signe un contrat de dix jours avec les Celtics. Le 11 mars 2014, il signe avec un second contrat de dix jours avec les Celtics. Le 21 mars 2014, il signe un contrat de plusieurs années avec les Celtics.
En juillet 2014, Babb participe à la NBA Summer League 2014 avec les Celtics. Le 25 septembre 2014, il est coupé par les Celtics. Le 31 octobre 2014, il est de nouveau sélectionné par les Red Claws du Maine. Le 4 février 2015, il est nommé dans l'équipe all-star des Futures lors du NBA D-League All-Star Game 2015. Le 5 mars 2015, il établit son record de points en carrière avec 33 unités lors de la victoire des Red Claws 121 à 110 contre les Spurs d'Austin.
Le 6 avril 2015, Babb signe un contrat de plusieurs années avec les Celtics mais il est immédiatement renvoyé chez les Red Claws. Le 12 avril, il est rappelé par les Celtics après l'élimination des Red Claws des playoffs de D-League. Toutefois, il ne participe à aucun match avec les Celtics durant la saison 2014-2015.
Le 27 juillet 2015, Babb est transféré, avec Gerald Wallace aux Warriors de Golden State en échange de David Lee.
Mi-novembre 2023, il signe avec le club français du BCM Gravelines-Dunkerque qui évolue en Betclic Elite.

## Palmarès
- All-NBA D-League Second Team (2015)
- NBA D-League All-Star (2015)
- NBA D-League All-Rookie Third Team (2014)
- 2× NBA D-League All-Defensive Third Team (2014, 2015)
- Big 12 All-Defensive Team (2013)
- NIT champion (2009)